# Ljubotyn
Ljubotyn (ukrajinsky Люботин; rusky Люботин – Ljubotin) je město v Charkovské oblasti na Ukrajině. Leží na potoce Ljubotynce, přítoku řeky Udy, ve vzdálenosti 24 kilometrů na západ od Charkova. Po administrativně-teritoriální reformě v červenci 2020 patří do Charkovského rajónu, do té doby byl jako město oblastního významu spravován samostatně.
Žije zde přibližně 21 tisíc obyvatel. V roce 2022 žilo v Ljubotynu dvacet tisíc obyvatel.

## Doprava
Ljubotyn je železničním uzlem.
Severně od Ljubotynu prochází dálnice M 03, které zde tvoří část evropské silnice E40.

## Dějiny
Statut města má Ljubotyn od roku 1938.
Od 20. října 1941 do 29. srpna 1943 byl Ljubotyn obsazen německou armádou.